# Гравьера
Гравье́ра (греч. γραβιέρα) — греческий сыр, производимый в Греции, главным образом на Крите, Лесбосе и Наксосе. Не стоит путать со швейцарским сыром грюйер.
Гравьера второй по популярности сыр в Греции после феты. Существует несколько видов этого сыра, каждый из которых отличается временем выдержки и типом молока, из которого изготавливается. Критская гравьера готовится главным образом из овечьего молока и созревает не менее пяти месяцев. Сыр имеет слегка сладковатый вкус и карамельный аромат. На острове Наксос гравьеру изготавливают преимущественно из коровьего молока.
Гравьера — универсальный сыр. Его можно использовать как самостоятельную закуску или как добавку к пасте. Кроме того, гравьера часто используется в салатах или обжаривается как саганаки.